# Anne-Marie David
Anne-Marie David (n. 23 mai 1952, Casablanca, Marocul francez) este o cântăreață franceză.
Ea a câștigat concursul muzical Eurovision 1973 reprezentând Luxemburgul cu piesa Tu te reconnaîtras (Te vei recunoaște).